# Aeonium lindleyi

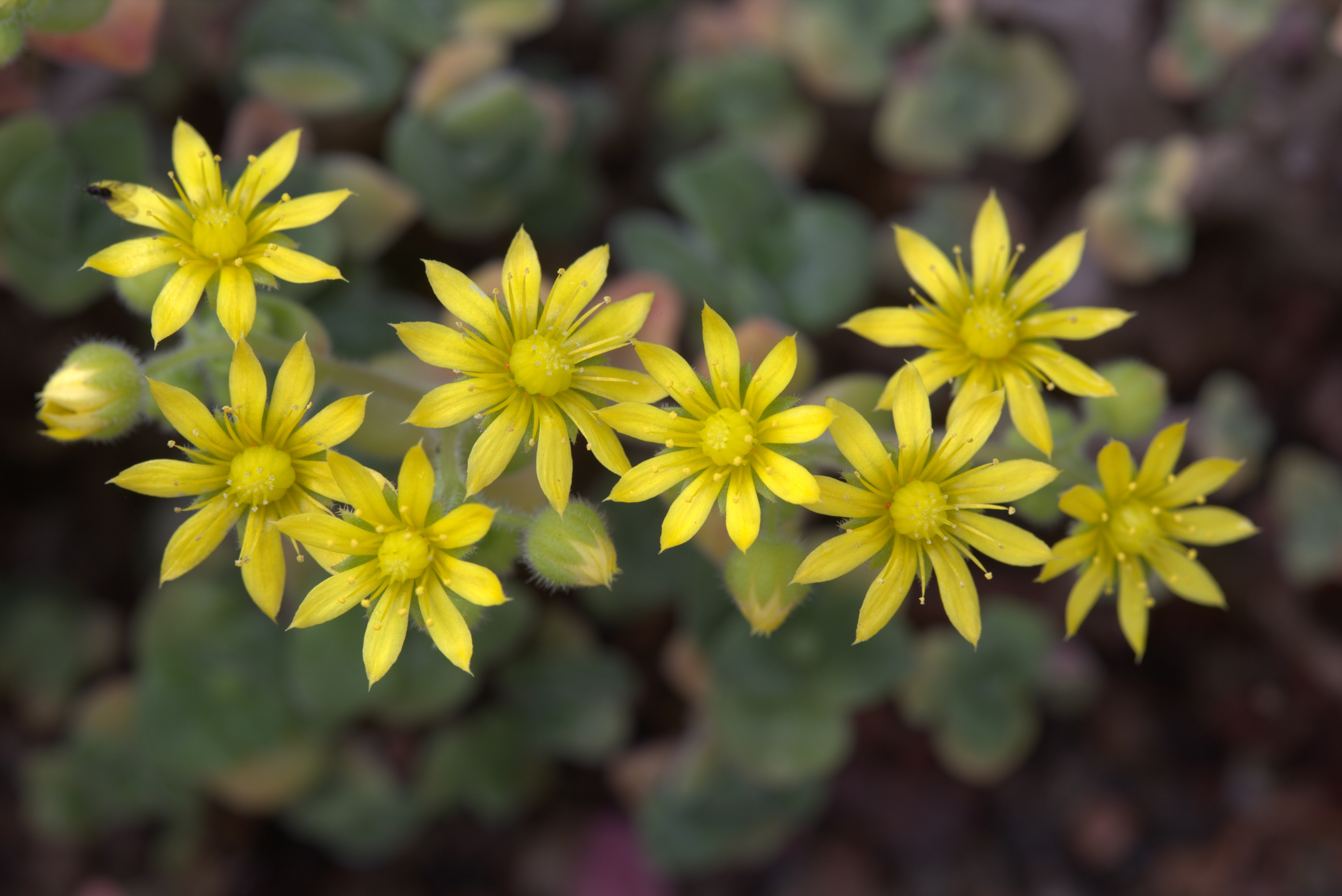

Aeonium lindleyi Webb & Berthel. es una especie de planta tropical con hojas suculentas del género Aeonium, familia Crassulaceae.

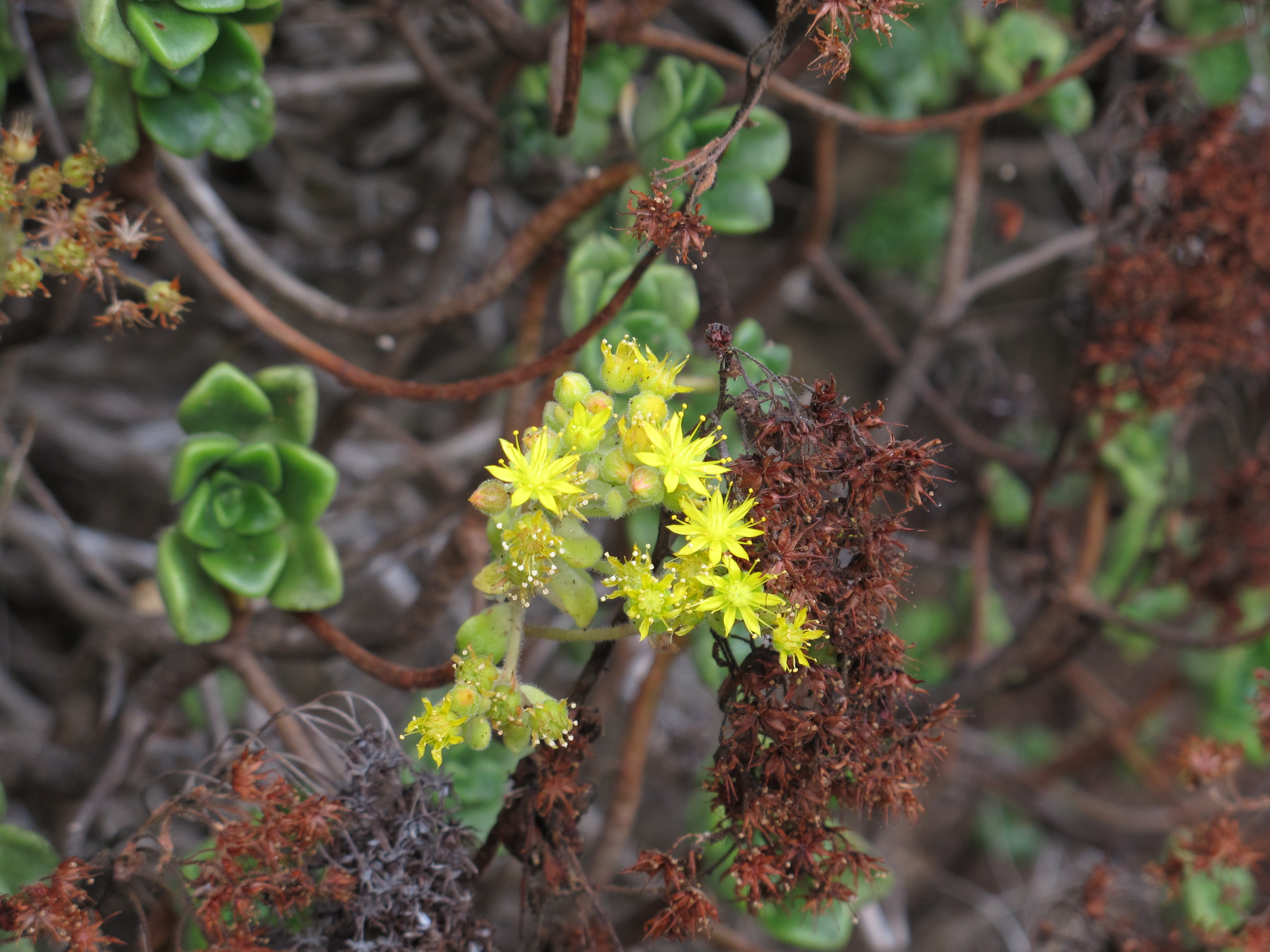
Detalle de la inflorescencia

## Descripción
Dentro del género, pertenece al grupo de especies arbustivas o subarbustivas con tallos ramificados y flores amarillas. Se trata de un arbusto de pequeño tamaño, cuyas hojas, que son pubescentes y gruesas, tienen forma más o menos romboidal.

## Distribución geográfica
Aeonium lindleyi es un endemismo de Tenerife y La Gomera en las Islas Canarias.

## Taxonomía
Aeonium lancerottense fue descrita por Webb & Berthel.  y publicado en Hist. Nat. Iles Canaries (Phytogr.). 3(2:1): 189 (1840).
Etimología
Ver: Aeonium
lindleyi: especie dedicada a John Lindley (1799-1865), botánico inglés, secretario de la Royal Horticultural Society, autor de varias obras, en especial sobre rosáceas y orquídeas.
Sinonimia
- Aeonium tortuosum Pit. et Pr.
- Sempervivum lindleyi (Webb et Berth.) Webb et Berth.[4][5]

## Nombre comunes
Se conoce como "bejequillo gomereta" o "higuereta".